# Jüdische Bestattung

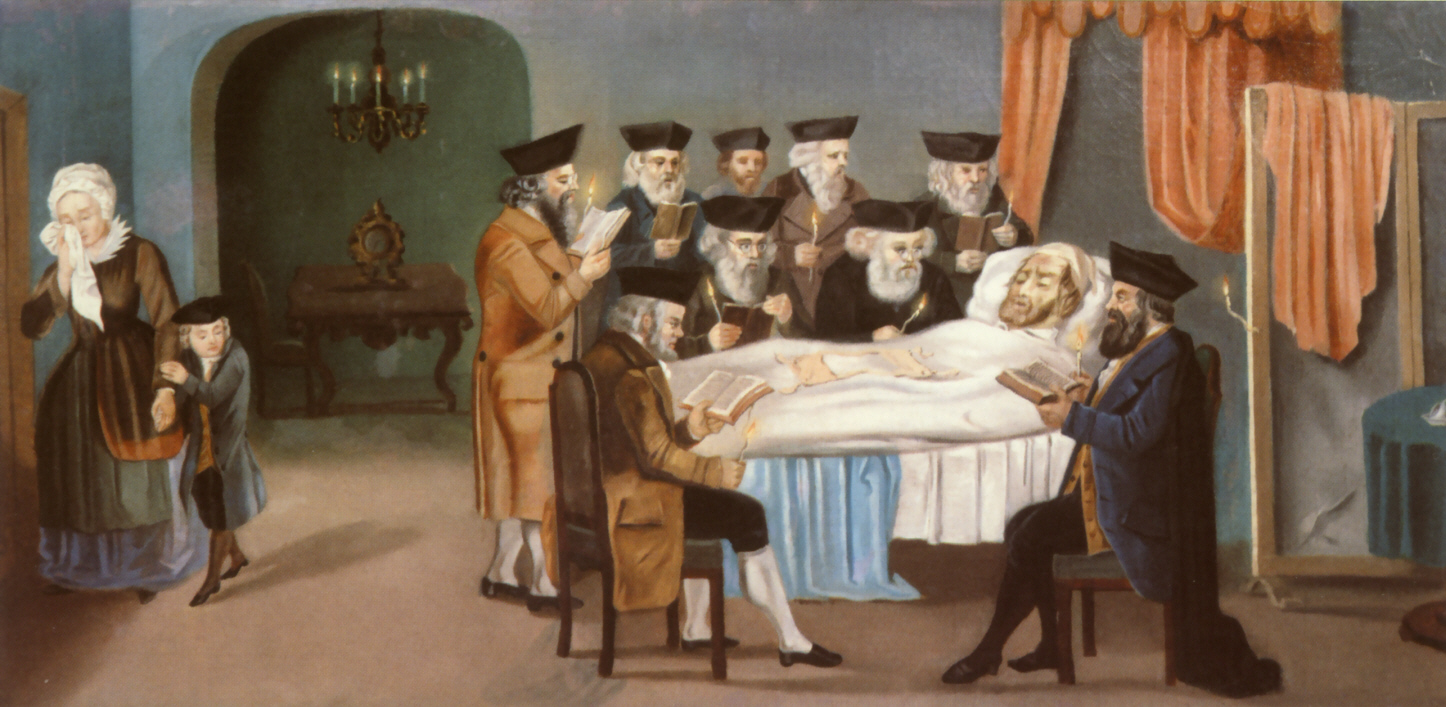
Chewra Kadischa, hier: Prager Beerdigungsbruderschaft, um 1772

Die vorgeschriebene Leichenbestattung im Judentum ist die קְבוּרָה Kevura – Beerdigung. Die Ruhefrist auf dem jüdischen Friedhof gilt als zeitlich unbegrenzt, da Gräber nach der Halacha niemals eingeebnet oder neu belegt werden dürfen. Durch den Gedanken der Auferstehung ist ein Grab und der jüdische Friedhof heilig und darf nicht aufgelöst werden.

## Sterben und Tod im Judentum
Dem Sterbenden wird eine besondere Hochachtung entgegengebracht. Er darf nicht berührt werden. Nichts darf sein Sterben verzögern, aber auch nichts beschleunigen. Die Wahrheit über seine Lebenslage darf ihm auf keinen Fall verschwiegen werden, wenn er danach fragen sollte. Stirbt ein Jude zu Hause, versammeln sich um ihn die Juden, die ihm nahe stehen, um mit ihm zusammen das Sündenbekenntnis (וִדּוּי Widduj) zu beten. Dieses besondere Gebet wird sonst nur am höchsten Feiertag im jüdischen Kalender, an Jom Kippur, dem Versöhnungstag zwischen Gott und seinem Volke, gebetet. Es folgen Psalmenverse (z. B. 121; 130; 91).

### Das Widduj-Gebet
Beim Sündenbekenntnis wird für jeden Buchstaben des hebräischen Alphabets ein Vergehen genannt, 22 Buchstaben, 22 Vergehen, ein vollständiges Bekenntnis aller Vergehen in alphabetischer Reihenfolge.

„Unser Gott und Gott unserer Väter. Laß unser Gebet vor dich kommen, entzieh dich nicht unserm Flehen.
Sieh, wir sind nicht so voll Hochmut und so verstockt, daß wir vor dir sprächen: Ewiger, unser Gott und Gott unserer Väter, wir sind gerecht und haben nicht gesündigt — denn 
- א Wir haben gesündigt.
- ב Wir haben die Treue gebrochen.
- ג Wir haben Unrecht getan.
- ד Wir haben böse geredet.
- ה Wir haben den Weg des Rechts verlassen.
- ו Wir haben zur Sünde verleitet.
- ז Wir haben in Übermut gehandelt.
- ח Wir haben Gewalt geübt.
- ט Wir haben uns durch Lüge entwürdigt.
- י Wir haben Böses geplant.
- כ Wir haben falsche Reden geführt.
- ל Wir haben gespottet.
- מ Wir haben gemurrt.
- נ Wir haben gelästert.
- ס Wir haben das Gute verschmäht.
- ע Wir haben uns schwer vergangen.
- פ Wir haben uns tief verschuldet.
- צ Wir haben gehaßt.
- ק Wir haben in Verstockung verharrt.
- ר Wir haben gefrevelt.
- ש Wir haben zerstört.
- ת Wir haben Unwürdiges verübt.
- ת Wir haben geirrt.
- ת Wir haben in die Irre geführt…

Was sollen wir dir sagen, Hochthronender? Was können wir dir erzählen, Allwaltender? Sieh, alles Verborgene ist dir vertraut… Du durchforschst alle Kammern unsers Innern und prüfst Herz und Nieren, nichts ist dir verhüllt, nichts deinem allsehenden Auge verborgen.“

## Rituale und Aberglaube
Ist der Tod eingetreten, bleibt der Tote so, wie er ist, im Raum liegen. Ihm werden die Augen geschlossen. Damit der Mund geschlossen bleibt, wird der Kopf mit einem Tuch umwickelt. Zahlreiche Rituale werden eingehalten, obwohl sie größtenteils dem Aberglauben zuzuordnen sind. Das Gesicht wird mit einem weißen Tuch bedeckt, damit der Verstorbene nicht eine weitere Person mit sich in den Tod nehmen kann. Die Totenwache beginnt mit einer Kerze, die neben seinem Haupt angezündet wird. Das brennende Licht weist auf die Seele hin, die sich noch im Raum aufhält. Zudem wollte man den Verstorbenen vor Dämonen und anderen finsteren Mächten bewahren. Bis zur Beerdigung soll immer jemand (שומר Schomer – männlich, beziehungsweise שומרת Schomeret – weiblich) bei dem/der Verstorbenen wachen (שמירה Schemira). Die Totenwache entstammt der Angst, dass, wenn jemand stirbt, dieser weitere Personen mit sich nehmen kann.  Die Fenster werden geöffnet, damit die Seele den Leib verlassen kann. Die Uhren werden angehalten, nicht um den genauen Todeszeitpunkt festzuhalten, sondern um zu verdeutlichen, dass der Verstorbene das Zeitliche verlassen hat. Die im Haus stehenden Wasser, mit denen er zu tun hatte, werden ausgeschüttet, da der Todesengel in diesem sein „Schwert“ spülte. Vorhandene Spiegel werden zugehängt, da die Trauernden sich nicht um ihr persönliches Aussehen kümmern sollen und den Toten nicht zweifach sehen sollen. Außerdem entstammt dies einem Glauben an die Weiterreise der Verstorbenen, die sich jedoch auf ihrem Weg nicht selber im Spiegel sehen dürfen. Geschieht dies, könne es passieren, dass sie einen weiteren Menschen mit in den Tod nehmen.
Das Judentum und vor allem die Tora verurteilen alle Formen von Aberglauben und Okkultismus aufs Schärfste. Heidnische Bräuche, Hexerei, Totenbeschwörung, Wahrsagerei und derlei werden mit eindeutigen Worten abgelehnt (5. Buch Mose 18, 10–12). Den meisten Juden ist der abergläubische Hintergrund der Rituale nicht bewusst. Die Rituale werden vielmehr aus Tradition und als äußere Zeichen der Trauer beibehalten.
(Siehe auch: Tod im Judentum)

## Segensspruch beim Erfahren der Todesnachricht
Wenn man vom Tod einer Person erfährt, wird nachfolgender Segensspruch gesprochen:

| Hebräisch                                 | Transliteration                                             | Deutsch                                                                          |
| ----------------------------------------- | ----------------------------------------------------------- | -------------------------------------------------------------------------------- |
| ברוך אתה ה' אלוהינו מלך העולם, דיין האמת. | Baruch atah ʿAdonai Eloheinu melech haʿolam, dayan haʾemet. | Gesegnet seist du, Herr, unser Gott, König des Universums, Richter der Wahrheit. |

## Rituelle Versorgung des Toten

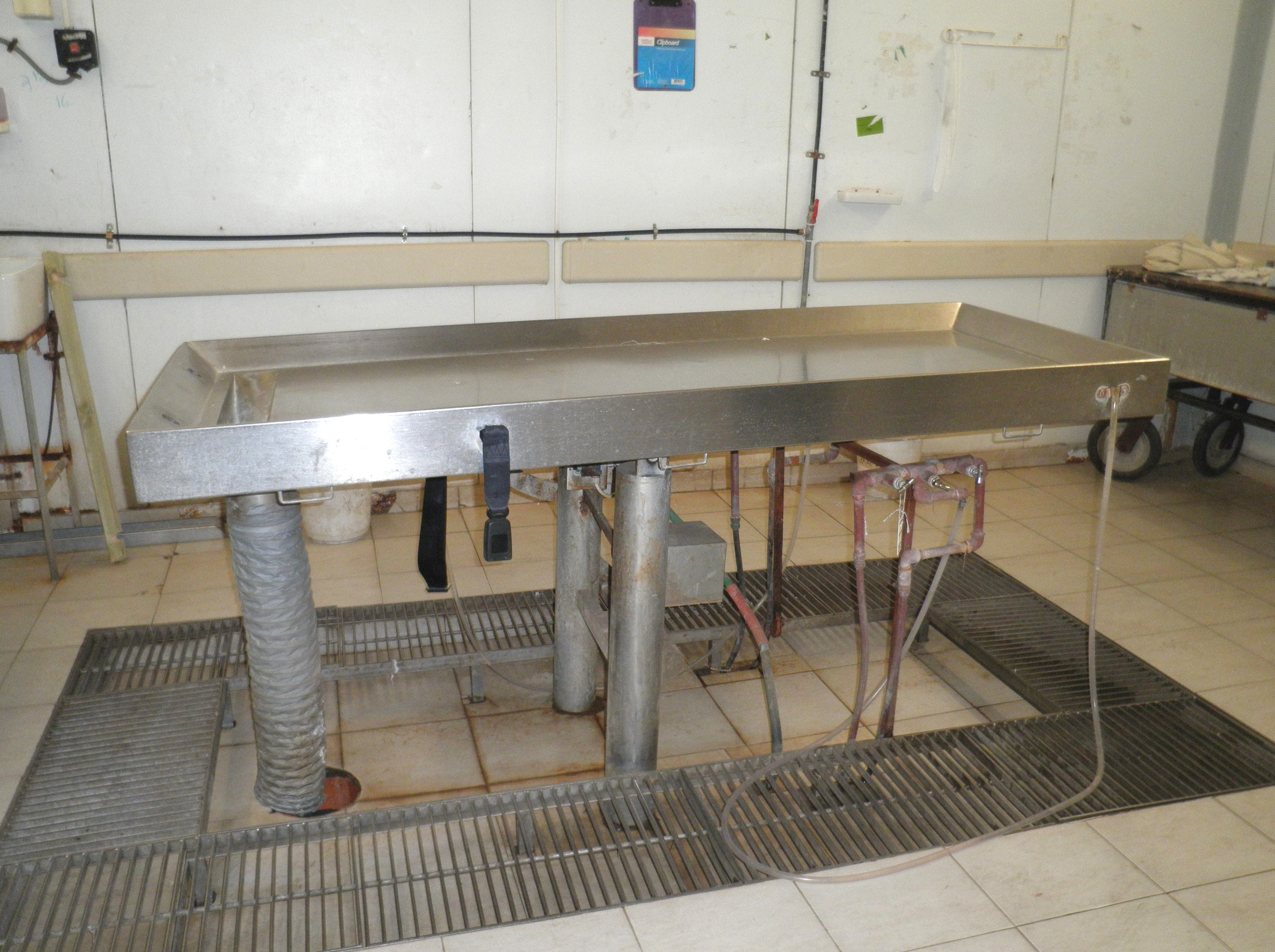
Moderne Wascheinrichtung im Taharahaus des Yarkon Cemetery des Großraums Tel Aviv, 2011

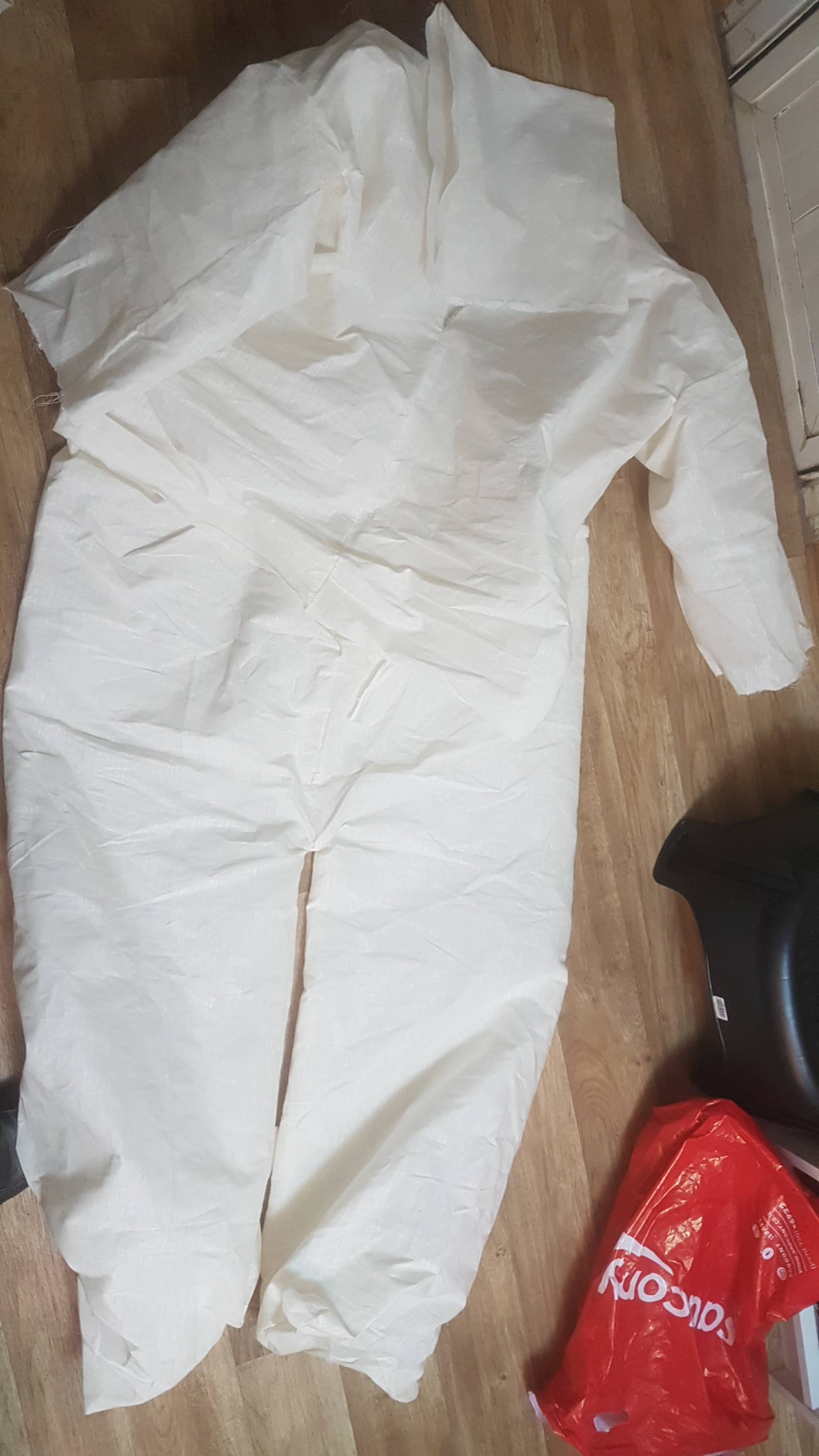
Tachrichim

Für die Organisation von jüdischen Begräbnissen ist der גבאי Gabbai, der Laienvorsteher einer Synagoge, beziehungsweise Assistent des Rabbiners, zuständig. Bald wird die Heilige Bruderschaft (חֶבְרָא קַדִישָא Chewra Kadischa) gerufen. Diese besteht –  je nach dem Geschlecht des Toten – aus Männern oder Frauen der Gemeinde, die den Leichnam aus dem Bett auf den Boden heben, nach bestimmten Vorschriften einer rituellen Reinigung unterziehen. Die טָהֳרָה Tahara (Reinheit) ist ein ritueller Reinigungsprozess, in dem der Körper gesäubert und gepflegt, sowie Wasser rituell über ihn gegossen wird. Die Zeremonien werden im Taharahaus am jüdischen Friedhof vollzogen. Nach der Reinigung wird der Verstorbene in besondere weiße Kleidung gehüllt (תכריכים Tachrichim), die Reinheit und Heiligkeit kennzeichnend. Einem männlichen Verstorbenen wird sein (טַלִּית Tallit) (Gebetsmantel) angezogen. Die עטרה Atara (verziertes Kragenband) und eine der vier Zizijot (Schaufäden) werden vorher entfernt als Zeichen dafür, dass ein Toter keine Gebote (Mitzwot) mehr erfüllt. Sie dienen zu Lebzeiten ja dazu, an die Erfüllung der Gebote zu erinnern.
Bei vielen Juden gibt es den Wunsch in Jerusalem begraben zu sein, da es die Vorstellung gibt, dass die in Jerusalem Begrabenen bei der Ankunft des Messias zuerst auferstehen und die Erde aus dem Heiligen Land sündenerlassende Wirkung haben soll. Außerhalb Israels wird ihm ersatzweise ein Säckchen Israelerde unter sein Haupt gelegt. Es gibt auch den Brauch, die Augen des Toten mit Tonscherben zu bedecken. Die jüdische Tradition sieht vor, dass Verstorbene in einem Leinentuch anstelle eines Sarges beerdigt werden. In Israel folgt man meist dieser Tradition, denn die Bestattung erfolgt in heiliger Erde. Dies steht jedoch im Konflikt mit deutschen Gesetzen, da hierzulande oft eine  Sargpflicht gilt. Inzwischen wird die Sargpflicht in einigen Bundesländern aufgehoben, insbesondere wegen islamischen Bestattungsvorschriften. Jüdische Gemeinden in Deutschland halten aber an der Bestattung in einem Holzsarg als gewachsene Tradition weiter fest. Man legt den Toten in einen schlichten, rechteckigen Holzsarg (ארון Aron), aus weichem Holz, ohne Verzierungen, Schnitzereien oder Beschlägen, ohne Lasur oder Lacke (um die Verrottung nicht unnötig aufzuhalten), damit er – wie der Glaube verheißt – zu den Vätern versammelt wird (2. Könige 20, 22). Außerdem werden Löcher in den Sarg gebohrt, damit die Leiche schneller zerfällt. Er darf nicht mit  Metallgegenständen, wie zum Beispiel Eisennägeln, versehen sein, denn im Judentum ist Metall ein Symbol für Krieg, Schwert und Gewalt. Auf jeden Pomp wird verzichtet. Wohlhabende werden ebenso wie nicht Begüterte gleich schlicht bestattet.
Die Beerdigung findet in der Regel am Folgetag (außer am Schabbat und an jüdischen Festtagen) statt. Dies geht darauf zurück, dass es früher keine Kühlhäuser gegeben hat und die Verwesung auf Grund der heißen Temperaturen in südlichen Ländern sehr schnell eingesetzt hat. Ausnahmen (bis zu drei Tagen) sind möglich, beispielsweise, wenn nahe Angehörige aus dem Ausland anreisen müssen. Laut deutscher Gesetzgebung ist zwar die Bestattung frühestens 48 Stunden nach Eintritt des Todes zulässig, jedoch kann die Gemeinde auf Antrag eine frühere Bestattung zulassen, wenn ein berechtigtes Interesse des Antragstellers oder seiner Angehörigen daran besteht. Auf Grund der Kürze der Zeit werden keine Todesanzeigen verschickt. Das Ableben eines Gemeindemitglieds spricht sich jedoch binnen weniger Stunden herum. Es bedarf keiner „Einladung“ zum Begräbnis – es ist eine מצוה Mitzwa, deutsch ‚Gebot, „gute Tat“‘, daran teilzunehmen. Unbeschadet dessen kann jedoch eine Traueranzeige in Zeitschriften aufgegeben werden.
Eine Obduktion wird grundsätzlich abgelehnt. Nur bei gesetzlichen Vorgaben (vor allem bei möglichem Drittverschulden) ist diese gestattet. Generell gilt  das talmudische Prinzip Dina de-malchuta dina (aramäisch דִּינָא דְּמַלְכוּתָא דִּינָא „Das Gesetz des Landes ist Gesetz“). Es schreibt vor, dass Juden grundsätzlich verpflichtet sind, die Gesetze des Landes, in dem sie leben, zu respektieren und zu befolgen. Eine Einäscherung ist ebenso wie eine Einbalsamierung verboten. Der Verstorbene wird auch nicht offen aufgebahrt.

## Religiöse Entpflichtung
Während der jüdischen Trauerzeit wird dem vom Schmerz ergriffenen Menschen (אונן Onen) sehr viel nachgesehen. Er ist in dem Zeitraum zwischen Tod und Begräbnis von allen religiösen Verpflichtungen entbunden, um in Ruhe und mit Aufmerksamkeit die Vorbereitungen für die bald bevorstehende Beerdigung treffen zu können.
Grundsätzlich ist der Trauernde vor dem Begräbnis von den täglichen Pflichten des Gebets in der Synagoge  befreit. Aufgrund seines Schmerzes ist er dazu auch gar nicht in der Lage. Deswegen beten andere für ihn. Seine Zeit ist ausschließlich der Vorbereitung der Trauerfeier (Kewura) gewidmet. Der Trauernde übt nur die notwendigste Körperpflege, enthält sich aller Genüsse und unterlässt das Haarschneiden, Baden sowie als männlicher Jude das Rasieren. Frauen schminken sich nicht. Zu den Genüssen werden nicht nur die ehelichen Pflichten gezählt, sondern auch das Studium der heiligen Schrift. Eine alte Talmud-Weisheit empfiehlt: Versuche nicht, deinen Freund zu trösten, solange sein Toter noch vor ihm liegt.
Die Vorschriften (הֲלָכָה Halachot) in Bezug auf die Trauer gelten nicht für Jungen unter 13 Jahren und Mädchen unter 12 Jahren, da sie im religiösen Sinne noch nicht mündig sind. Sie werden es erst nach der בר מִצְוָה Bar Mitzwa beziehungsweise בַּת מִצְוָה Bat Mitzwa.
Für Kinder, die 30 Tage oder weniger alt geworden sind, werden die Trauervorschriften nicht vollzogen. Ein Säugling, der 30 Tage nicht überlebt, wird נפל Nefel genannt und war  im Sinne der jüdischen Tradition noch nicht lebensfähig. Die Gesetze von Aninut und Trauer gelten in so einem Fall nicht. Tahara, die rituelle Reinigung, wird jedoch durchgeführt und der Körper wird begraben, jedoch ohne den üblichen Gottesdienst und die Gebete. Diese Praktiken wurden zu einer Zeit entwickelt, als die Kindersterblichkeit sehr hoch war, um die Eltern nicht zu belasten. In der heutigen Zeit haben viele Juden jedoch das Bedürfnis, um eine Totgeburt oder um ein Kind zu trauern, das vor Vollendung seines ersten Lebensmonats gestorben ist und halten sich deshalb an die traditionellen Trauerbräuche.
Die כהנים Kohanim, Angehörige der Priesterkaste, müssen spirituell rein sein. Sie dürfen deshalb unter keinen Umständen mit Toten in Berührung kommen. Sie nehmen deshalb nicht an Begräbnissen teil und vermeiden jeden Friedhofsbesuch. Ausnahmen gelten für die Bestattung engster Familienmitglieder. In diesem Fall müssen sie anschließend ein rituelles Reinigungsbad in der Mikwe vollziehen.

## Ablauf am Friedhof

### Allgemeingültiges

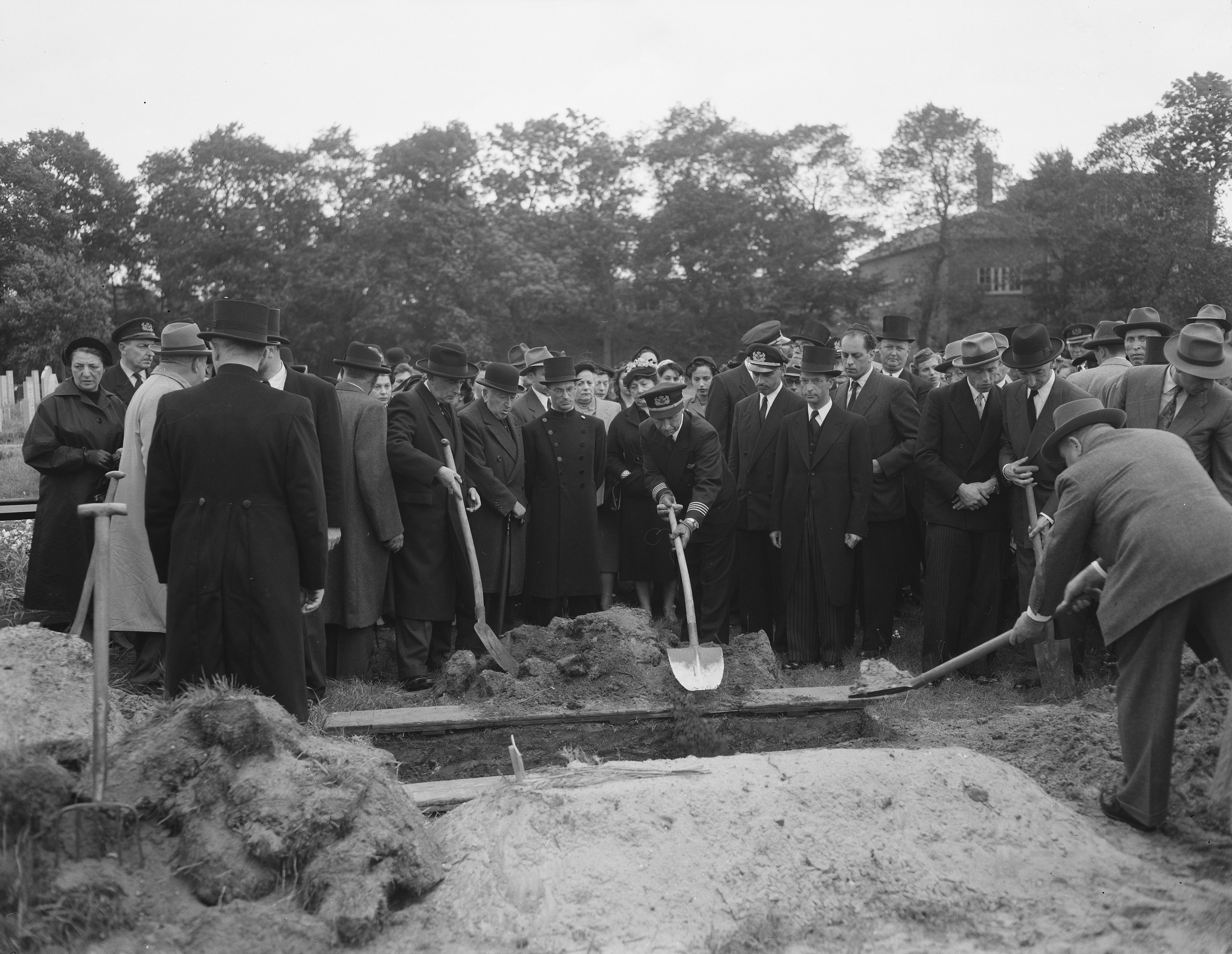
Jüdisches Begräbnis

Der Friedhof (בית החיים Bejt-hachajim) wird im jüdischen Volksmund Haus des ewigen Lebens oder Haus der Ewigkeit oder auch nur guter Ort (בית עולם Bejt olam) genannt. Nach dem Betreten des Friedhofs wird auf Begrüßungen per Handschlag oder Umarmungen unter den Trauergästen verzichtet, ebenso auf private Gespräche, wobei man sich zunicken darf. Es werden Kopfbedeckungen getragen. Wenn ein Mann keine Kippa hat, kann er sie meist am Friedhof ausleihen oder er trägt einen normalen Hut. Selbst eine Baseballmütze ist statthaft. Das Mitbringen von Blumen oder Kränzen zur Trauerfeier ist im Judentum unüblich, eher sogar verpönt, wie auch der spätere Schmuck des Grabes mit Blumen. Früher dienten Blumen wie auch Gewürze bei nichtjüdischen Begräbnissen dazu, den Verwesungsgeruch zu überlagern, da die Toten länger aufgebahrt wurden. Ferner soll die Würde des Toten gewahrt werden, der nach jüdischem Glauben keiner Blumen bedarf, um „verschönert“ zu werden. In manchen jüdischen Gemeinden hat man sich auf einen Kompromiss eingelassen, speziell für Nichtjuden, die mit den jüdischen Bräuchen nicht vertraut sind: Diese Trauernden können Blumen abgeben, die nach der Trauerfeier und Beerdigung aufs Grab gelegt werden. Eine Ausnahme besteht bei Staatsbegräbnissen in Israel, bei denen Trauerkränze durch staatliche Repräsentanten von Drittländern auf das Grab gelegt werden.

### Trauerfeier
Die Trauerfeier (שירות הלוויה Scherut Ha-Levaja) beginnt in dem im Friedhof vorgesehenen Raum mit einem gesprochenen Gebet, das mit dem Zitat aus dem Buch Hiob endet:
| Hebräisch                             | Transliteration                                    | Deutsch                                                                         |
| ------------------------------------- | -------------------------------------------------- | ------------------------------------------------------------------------------- |
| אֱלֹהִים נָתַן, אֱלֹהִים לָקַח" יהי שם ה' מבורך | elohim natann, elohim lakach, jehi schem hemvorach | Der Herr hat’s gegeben, der Herr hat’s genommen; der Name des Herrn sei gelobt. |

Manchmal wird auch aus den (פרקי אבות Pirke Avot), Sprüchen der Väter zitiert: Sieh auf drei Dinge, und du wirst nie fehlschlagen im Leben: Wisse, woher du kommst und wohin du gehst und vor wem du wirst einst Rechenschaft ablegen müssen. In der Trauerhalle, wie überhaupt auf dem Friedhof, wird prinzipiell nicht gesungen und keine Musik gespielt. Der Rabbiner hält die Gedächtnisrede (הֶסְפֵּד Hesped), andere Redner  können sich anschließen, um den Verstorbenen gebührend zu ehren, soweit er sich dieses nicht zu Lebzeiten ausdrücklich verbeten hat. Nach der Trauerfeier verstummen die Lobreden.
Lobreden werden jedoch an einem Freitagnachmittag und bestimmten Tagen, die von Freude gekennzeichnet sind, nicht gehalten:
- am ersten Tag eines jeden Monats, dem jüdischen Neumond (Rosch Chodesch)
- an den vier Tagen zwischen Jom Kippur und Sukkot
- an Chol HaMoed („Zwischentage“ jüdischer Feiertage) und
- im Monat Nisan (Mitte März bis Mitte April)

Wenn das תַּחֲנוּן Tachanun (Flehengebet) weggelassen wird, darf jedoch auch an diesen Tagen eine kurze Laudatio gehalten werden. Eine umfangreiche Laudatio wird verschoben und kann zu einem anderen Zeitpunkt im Jahr der Trauer gesagt werden.
Zum Abschluss der Trauerzeremonie in der Halle wird das אֵל מָלֵא רַחֲמִים El-male-rachamim-Gebet („Gott voller Erbarmen“) vorgetragen. Dieses Gebet wurde im Mittelalter in Deutschland nach den Kreuzzügen, also vor etwa 1000 Jahren verfasst. Gott wird angefleht, der Seele des Verstorbenen Frieden zu geben. Das Gebet wird auch am Todestag eines Verstorbenen (Jahrzeit) und beim Besuch der Gräber von Angehörigen gebetet.

### Lewaja
Es ist die Pflicht in der jüdischen Gemeinde, den Toten wenigstens einige Ellen (הלוית המת Halwajat hamet) (Begleitung – die Begräbnisprozession; Letztes Geleit) zu begleiten, als ein Zeichen des Respekts gegenüber dem Verstorbenen. Das hebräische Wort לוויה Lewaja bedeutet ebenfalls „teilnehmen“ und „Bindung“. Durch Teilnahme an der Lewaja soll der Seele Trost gegeben werden, während sie diesen schweren Übergang von einem Leben zum anderen durchläuft. Sephardische, chassidische und jemenitische Juden kennen den Brauch der הַקָפוֹת Hakkafot (Umzüge), bei denen die Trauernden sieben Mal um die Totenbahre schreiten, bevor der Tote begraben wird.

### Kria
In der Nähe des frisch ausgehobenen Grabes wird den Leidtragenden, soweit dieses nicht schon im Trauerhaus geschehen ist, seitens der Begräbnisbruderschaft je nach Verwandtschaftsgrad des Toten ein Riss (קְרִיעָה Qrīʿah, deutsch ‚Zerreißen/Auseinanderreißen‘) in den Saum der Gewänder der Trauernden beigebracht. Der jeweilige Trauernde reißt anschließend den Riss etwas weiter aus. Der biblische Ursprung dafür ist Jakob, der sein Gewand aus Trauer um seinen Sohn Joseph, den er tot glaubte, einriss (Genesis 37, 34). Der Riss ist etwa eine Handbreit lang und wird für einen verstorbenen Elternteil auf der linken Brustseite, bei verstorbenen übrigen nahen Verwandten auf der rechten Brustseite angebracht. Dieser weist auf den Riss im Herzen hin. Ursprünglich geschah dieses Ritual zum Zeitpunkt der Todesnachricht. Es ist nicht zu empfehlen, während der Schivʿa die Kleidung zu wechseln, denn alle Kleider, die man während der siebentägigen Trauerperiode anzieht, müssen mit einer Kriʿa eingerissen sein. Nach der „Schivʿa“ ist es üblich, das Kleidungsstück wegzuwerfen und nicht mehr zu verwenden. Nicht-orthodoxe Juden machen die Kriʿa oft in einem kleinen schwarzen Band, das am Revers befestigt ist.

### Kevura
Gräber sind nach Osten in Richtung Jerusalem ausgerichtet. Es gibt keine Gemeinschaftsgräber auf einem jüdischen Friedhof, jeder Tote erhält sein eigenes Grab. Ehegatten können nebeneinander bestattet werden und dürfen auch einen gemeinsamen Grabstein erhalten. Ein männlicher Verstorbener wird jedoch nicht neben einer fremden weiblichen Verstorbenen bestattet und umgekehrt. Die Geschlechtertrennung wird damit auch auf dem Friedhof eingehalten. Das Auffüllen des Grabes ist sowohl ein heiliges Werk, als auch ein wesentlicher Teil der jüdischen Beerdigungszeremonie, der nicht allein Totengräbern überlassen werden darf. Ist der Sarg in das Grab hinab gelassen, beteiligen sich alle Anwesenden mit drei Schaufeln Erde an der Beerdigung (קְבוּרָה Kevura). Sie sprechen dabei (1.Mose 3:19):
| Hebräisch               | Transliteration                  | Deutsch                                      |
| ----------------------- | -------------------------------- | -------------------------------------------- |
| כִּי עָפָר אַתָּה וְאֶל עָפָר תָּשׁוּב | ki ʿafar ata weʾel ʿafar taschuv | Denn du bist Erde und sollst zu Erde werden. |

Die Schaufel wird nicht an den Nachfolgenden übergeben, sondern wieder in das Erdreich gesteckt, wovon der Nachfolgende sie selbst entnimmt. Es soll der Eindruck vermieden werden, dass man der nächsten Person etwas Tragisches oder Trauriges weitergibt. Das Zuschaufeln des Grabes ist ein besonders bewegender Moment, während dem den Trauernden die Endgültigkeit eindrücklich vor Augen geführt wird. Ist der Sarg von der Erde gänzlich zugedeckt, betet am Grab die gesamte Trauergemeinde das צִדּוּק הַדִּין „Zidduk ha-din“ (außer an den genannten Freudentagen), ein längeres Gebet mit dem die Rechtmäßigkeit des göttlichen Urteils anerkannt wird. Es beginnt mit den Worten: Der Fels, vollkommen ist sein Tun, denn all Seine Wege sind gerecht. Er ist der Gott der Treue, ohne Fehl gerecht ist Er. Es wird der Psalm 16 und das Heiligungsgebet (קדיש Kaddisch) gesprochen, damit der Aufstieg der Seele gefördert werde. Das Kaddisch darf nur gesprochen werden, wenn ein מנין Minjan (mindestens zehn im religiösen Sinne mündige, männliche Juden) anwesend ist.

## Trostspalier
Anschließend können sich die Anwesenden spalierartig aufstellen, so dass die Trauernden hindurchschreiten und die Worte vernehmen:
| Hebräisch                                   | Transliteration                                                 | Deutsch                                                                    |
| ------------------------------------------- | --------------------------------------------------------------- | -------------------------------------------------------------------------- |
| הַמָּקוֹם יְנַחֵם אֶתְכֶם בְּתוֹךְ שְׁאָר אֲבֵלֵי צִיּוֹן וִירוּשָׁלַיִם | Ha makom jenachem otcha im schear avelaj zijon ve jeruschalajim | Der Herr tröste euch inmitten der anderen Trauernden Zions und Jerusalems. |

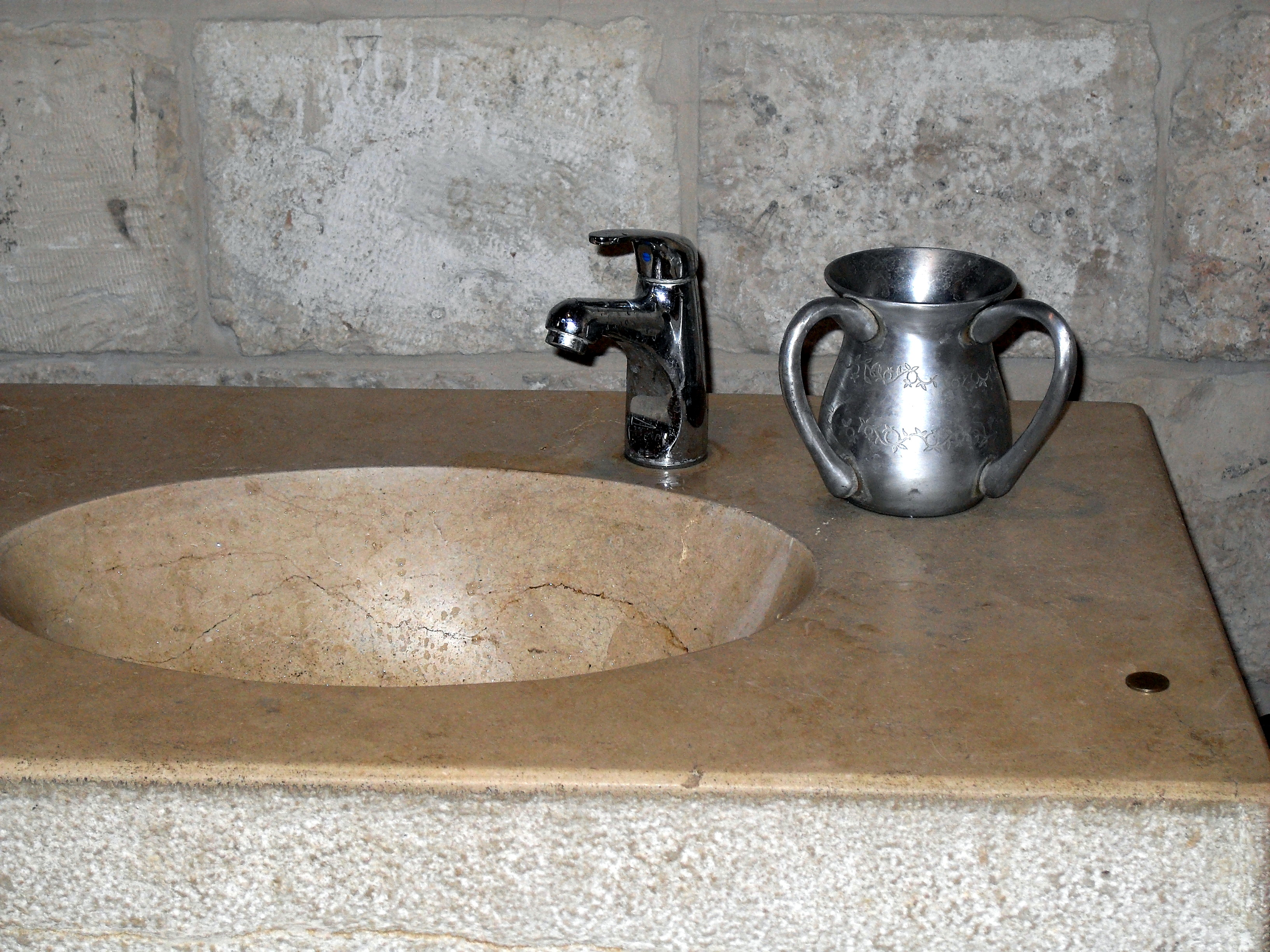
Krug zum Händewaschen

Mit dem gleichen Trostspruch werden sie zu Beginn des Schabbats in der Synagoge von der Gemeinde begrüßt.

## Verlassen des Friedhofs
Die Tradition gebietet, dass man beim Verlassen des Grabes einen anderen Weg wählt, als beim Gang zum Grab. Wie nach jedem Friedhofsbesuch haben die Trauernden das Ritual zu vollziehen, die Hände zu waschen (נטילת ידיים Netilat Jadajim), um die Unreinheit durch den Kontakt mit dem Tod (טוּמְאַת מֵת tumat met) zu beseitigen. Hierfür wird im Trauerhaus ein Raum vorgehalten. Aus einer Kanne mit zwei Henkeln wird dreimal Wasser über die Hände gegossen. Man nimmt den Krug in die rechte Hand, gibt ihn an die linke Hand, übergießt die rechte Hand mit Wasser, dann übernimmt die rechte Hand den Krug und übergießt die linke Hand. Dieser Ablauf wird dreimal wiederholt. Die Hände werden danach nicht abgetrocknet.
| Hebräisch                                                                     | Transliteration                                                                                        | Deutsch |
| ----------------------------------------------------------------------------- | --- | --- |
| בָּרוּךְ אַתָּה אֲדֹנָ-י אֱ-לֹהֵינוּ מֶלֶךְ הָעוֹלָם אֲשֶׁר קִדְּשָׁנוּ בְּמִצְוֹתָיו וְצִוָּנוּ וצ ָוּנוּ ַַעל ְנטילת ָידים | Baruch ata Ado-naj, Elohenu Melech Ha’Olam, ascher kideschanu bemizwotaw, weziwanu al netilat jadajim. | „Gelobt seist Du, Ewiger, unser Gott, König der Welt, der uns mit seinen Geboten geheiligt und uns befohlen hat, die Hände zu waschen.“ |

Beim Verlassen des Friedhofs verabschieden sich die Trauergäste – außer die trauernden Familienmitglieder – mit den Worten „auf Simches“ (von hebräisch שִׂמְחָה Simcha „Freude“), womit man sich gegenseitig wünscht, sich immer nur auf fröhlichen Festen wiederzusehen (Hebräisch auch: בשמח-א-ות B'smachot). Nach der Beerdigung gibt es im jüdischen Ritus, anders als bei Christen und im Islam, keinen Leichenschmaus. Stattdessen bereiten Freunde und Nachbarn eine Mahlzeit (סְעוּדַת הַבְרָאָה Se’udat Hawra’a) für die Trauernden vor, die zu Hause eingenommen wird. Wichtiger Bestandteil sind hartgekochte Eier, dazu Bagels, Linsen und anderes, deren runde Form an den Kreislauf des Lebens und die Auferstehung erinnert. Die Eier werden mit Asche bestäubt, im Gedenken an die Tempelzerstörung.

## Trauer
Das (אבל רבתי Ebel Rabbati) (das große [Traktat] über die Trauer) enthält in seinen 14 Kapiteln alle Vorschriften für den Umgang mit Toten und deren Bestattung, darunter verbindliche Angaben zu den sieben Verwandten, um die besonders getrauert wird: Das sind vor allem der Vater und die Mutter, um die ein ganzes Jahr getrauert wird. Um den Bruder, die Schwester, den Sohn, die Tochter, die Ehefrau, den Ehemann werden lediglich dreißig Tage getrauert. Es steht jedoch jedem frei, auch für andere nahe Verwandte, wie Großeltern, Onkeln, Tanten und Cousins die Trauerrituale zu begehen. Man unterscheidet folgende Trauerphasen:
- Aninut (אנינות): Die Zeit des ersten Kummers und Leids umfasst die Stunden oder Tage zwischen dem Erhalt der Todesnachricht und der Beerdigung. Bis zur Beerdigung beginnen die Angehörigen nicht zu trauern, sondern befinden sich in einem besonderen Zustand, der als „aninut“ bekannt ist. Die Hinterbliebenen haben die Pflicht, die Beerdigung zu organisieren, ein Gebot, dass alle anderen religiösen Pflichten in den Hintergrund treten lässt.  Selbst wenn er oder sie es möchte, darf der „Onen“ weder beten, noch Segenssprüche zitieren. Fleisch zu essen und Wein zu trinken ist verboten.
- Schiv’a (שבעה von שבע „sieben“): Die siebentägige Trauerwoche beginnt unmittelbar nach der Beerdigung, in der weder der beruflichen Arbeit noch den Alltagspflichten nachgegangen wird. Einzig Schabbat und Feiertage, wie Rosch ha-Schana, Erev Jom Kippur, Sukkot, Chanukka, Purim, Pessach und Fasttage unterbrechen die Schiwa. Sie zählen bei den sieben Tagen nicht mit. In dieser Trauerzeit sitzen die Trauernden auf niedrigen Hockern oder wie ursprünglich schuhlos auf dem Boden (genannt Schiwesitzen; vgl. Schulchan Aruch, Jore Dea 380). Während der Schiv´a darf weder Wein, noch andere Alkoholika getrunken und kein Fleisch gegessen werden. Alle Spiegel und Bilder im Hause sind verhängt worden, das Haus wird von den Trauernden nicht verlassen. Die Nachbarn und Bekannten kommen, um zu kondolieren und die Trauernden mit mitgebrachtem Essen zu stärken. Es findet sich jeden Tag ein Minjan ein, um das Kaddisch zu sprechen. Weder beim Betreten des Hauses, noch beim Verlassen, wird gegrüßt, allenfalls mit dem Kopf genickt. Ein Gespräch zwischen dem Trauernden und den Gästen wird grundsätzlich durch den Trauernden begonnen. Im Gedenken des Verstorbenen brennt ab Beginn des Schiwa-Sitzens für 30 Tage eine Kerze: Eine Lampe vor Gott ist die Seele des Menschen (Sprüche Salomos 20, 26). Docht und Flamme stehen bildlich für Körper und Seele des Menschen. Der Trauermonat endet 30 Tage nach der Beerdigung. Am dreißigsten Tag wird das Grab besucht. Falls dieser Tag auf einen Schabbat oder Feiertag fällt soll bis zum darauffolgenden Tag gewartet werden. Ebenso wird die Synagoge besucht, um Kaddisch zu sagen und um die Erhebung der Seele des Verstorbenen zu beten.
- Schloschim (שלושים):  Die Trauernden gehen nach der Schiwa wieder ihren gewohnten Beschäftigungen nach. Es gelten jedoch weiterhin Trauerrituale, wie beispielsweise das tägliche Sprechen des Kaddisch-Gebets, und es wird auf das Schneiden der Haare und das Rasieren oder auf fröhliche Beschäftigungen wie Musikhören, Kinobesuch, Teilnahme an Hochzeiten oder anderen Festivitäten verzichtet.
- Schnejm asar chodesch (שנים עשר חודש „zwölf Monate“): Nach dem Tod eines Elternteils trauern die Kinder zwölf Monate lang (Trauerjahr). „Du sollst deinen Vater und deine Mutter ehren, auf dass du lange lebest in dem Lande, das dir der Herr, dein Gott, geben wird“ ist das vierte der Zehn Gebote (je nach Zählung ist es auch das fünfte) und steht im 2. Buch Mose im Kapitel 20. Diesem besonderen Gebot der Ehrung seiner Eltern folgt auch die Trauerzeit. Die trauernden Kinder verzichten weiterhin auf fröhliche Beschäftigungen und sprechen während elf Monaten das Kaddisch-Gebet. Für alle anderen Hinterbliebenen endet die Trauerzeit nach den Schloschim. Nach der Trauerzeit ist eine Zurschaustellung der Trauer nicht mehr erwünscht.

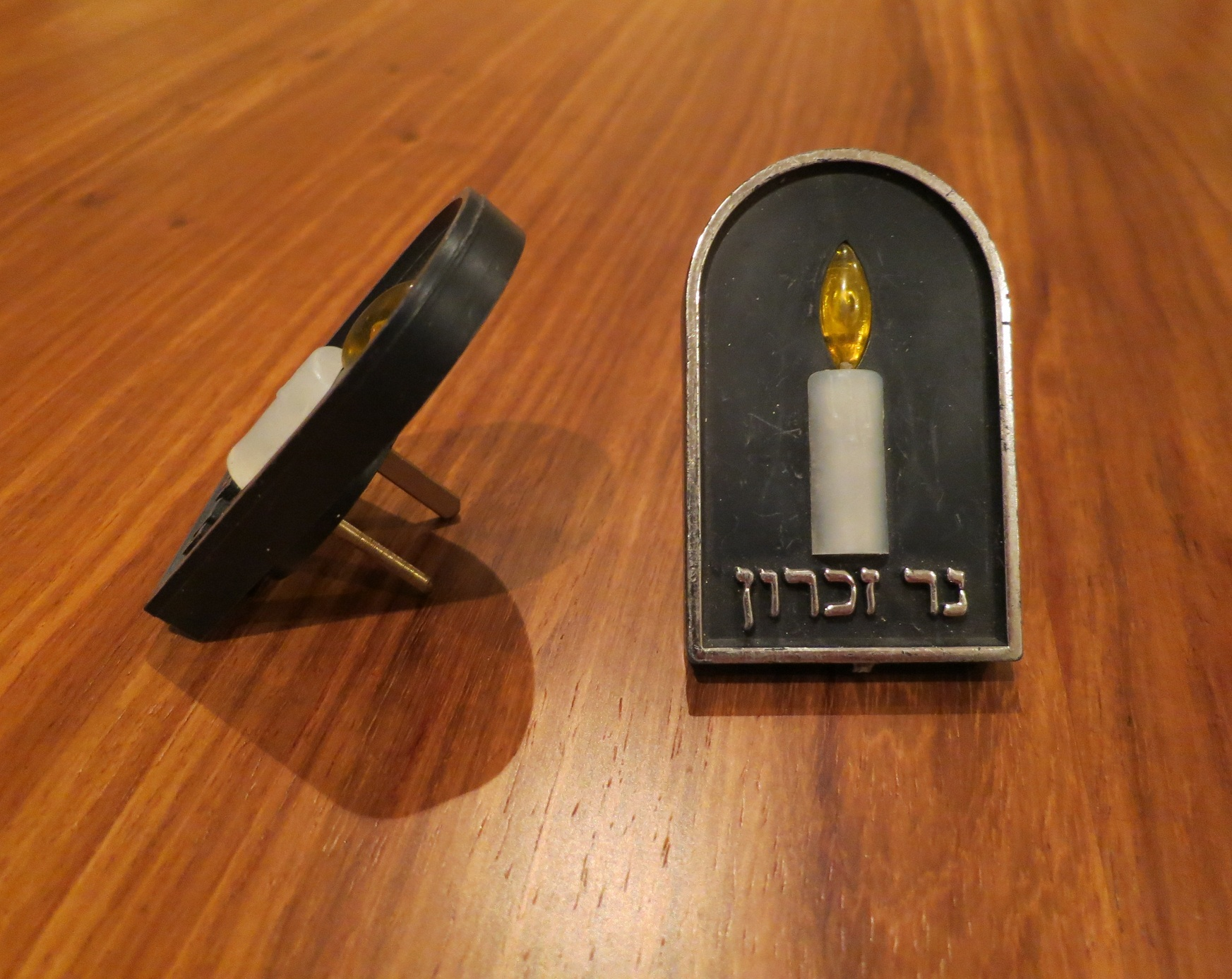
Jahrzeit-Licht für eine Gedenktafel mit der Inschrift

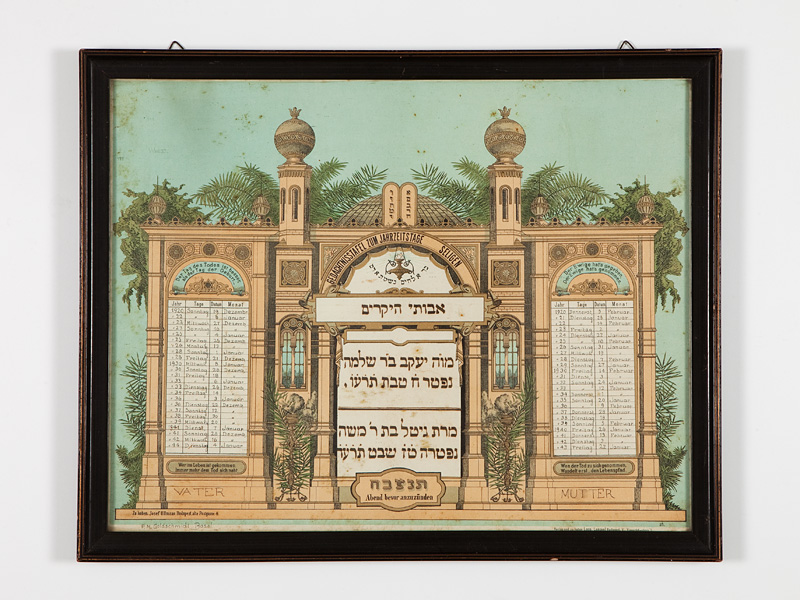
Jahrzeittafel um die Zeit der Trauer zu verfolgen, in der Sammlung des Jüdischen Museums der Schweiz.

- Jahrzeittafel um die Zeit der Trauer zu verfolgen, in der Sammlung des Jüdischen Museums der Schweiz.Nachala (נחלה Erbe, Vermächtnis) ist die Bezeichnung für den Gedenktag, an dem sich nach dem jüdischen Kalender der Todestag eines nahen Verwandten jährt. Umgangssprachlich sind zwei andere Bezeichnungen geläufig, nämlich „Jahrzeit“ (jiddisch יאָרצײַט) im aschkenasischen Raum und „Meldado“ (מילדאדו), das im סְפָרַדִּים sefardischen  Judentum in Gebrauch ist. Der Jahrestag des Todes wird mit einer Kerze, die 24 Stunden brennt und einem Kaddisch begangen. Viele Synagogen haben Lichter an einer speziellen Gedenktafel an einer der Wände der Synagoge mit Namen der verstorbenen Synagogenmitglieder. Jedes dieser Lichter wird für Einzelpersonen während ihrer Jahrzeit (in einigen Synagogen während des gesamten hebräischen Monats in den die Jahrzeit fällt) angezündet, ebenso während des Jiskor. Der Brauch basiert auf מִשְלֵי שְׁלֹמֹה Mischlej Salomo, deutsch ‚Sprüche Salomos 20:27‘ und wird meist auch von säkularen Juden eingehalten. Manche fasten während des Jahrzeit-Gedenkens. Mancherorts ist es üblich, durch einen סיום Sijum, den feierlichen Abschluss des Lernens eines Talmudtraktats, am Tag vor der Jahrzeit des Verstorbenen zu gedenken, wodurch das Fasten entfällt, jedoch auf Fleisch und Wein verzichtet wird.
- Jiskor (יִזְכֹּר) ist ein besonderes Gebet, das für den verstorbenen Vater oder die verstorbene Mutter gebetet wird. Jiskor wird an Jom Kippur, Schmini Azeret, am letzten Tag von Pessach und am zweiten Tag von Schawuot gebetet. Nur Waisen und Halbwaisen verbleiben während dieses Gebets im Gebetsraum der Synagoge. In den meisten Gemeinden ist es üblich, dass man im ersten Jahr nach dem Tod kein Jiskor für die Verstorbenen sagt, weil die emotionale Bindung zu den Verstorbenen im ersten Jahr noch sehr stark ist. In vielen sephardischen Gemeinden werden statt Jiskor   השכבה Haschkaba-Gebete („Gedenkgebete“) für den Verstorbenen im Jahr nach dem Tod rezitiert.
- Aw HaRachamim (אַב הָרַחֲמִים Vater des Erbarmens), das Totengebet, findet zwei Mal im Jahr statt, vor dem Einheben der Tora am Schabbat vor Sukkot und am Schabbat vor dem 9. Aw (Tischa beAv – dem Trauertag der Tempelzerstörung).

Die Bräuche weichen in der Geschichte des Judentums voneinander ab. Sie sind durch die Übernahme und die Ablehnung nichtjüdischer Rituale und von den eigenen Vorstellungen im Judentum gekennzeichnet. In der Frömmigkeit wird die Trauer des Einzelnen unterschieden von der Trauer der Gemeinschaft, wie sie etwa am Versöhnungstag (Jom Kippur) oder am Trauertag um die Opfer der Schoah zum Ausdruck kommt, an denen die Betenden ihre Sterbegewänder tragen. In der jüdischen Tradition wird berichtet von der Trauer Gottes um Mose, den er selbst begraben (5. Mose 34,6) haben soll, um die Zerstörung Jerusalems und seines Tempels sowie um sein Volk.

## Grabsteinsetzung
Eine Mazewa (hebräisch מַצֵּבָה ‚Denkmal‘) nennt man einen jüdischen Grabstein. Er wird spätestens ein Jahr nach der Bestattung in einer besonderen Zeremonie, (גילוי מַצֵּבָה Gilui Mazewa), gesetzt bzw. enthüllt und symbolisiert die Verpflichtung, Verstorbene nicht zu vergessen. In Israel geschieht dies nach dem Schloschim (den ersten 30 Tagen der Trauer). Weder beim Begräbnis, noch bei der Grabsteinsetzung darf ein Bild des Verstorbenen angebracht werden. Ein Erdgrab erhält kein Blumenbeet, sondern wird mit einer Steinplatte bedeckt. Oft finden sich Symbole auf dem Grabstein, die auf die Stellung und die Aufgaben des Verstorbenen oder auf seine Lebensführung hinweisen.
(siehe auch: Liste von Abkürzungen auf jüdischen Grabsteinen)

## Friedhofsbesuch

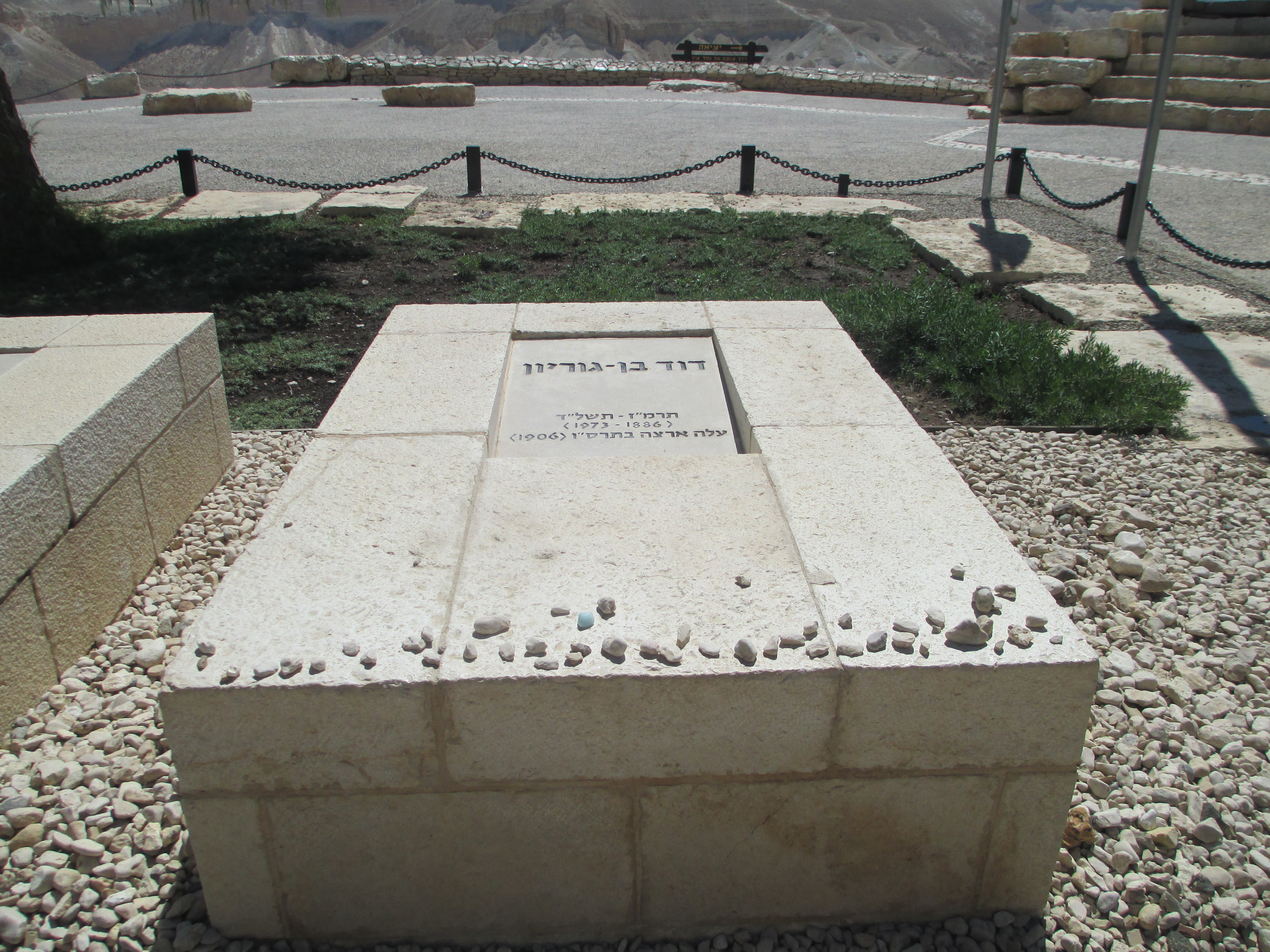
Kleine Steine auf dem Grabstein von David Ben-Gurion

Im ersten Jahr soll so wenig wie möglich auf den Friedhof gegangen werden, um die Totenruhe nicht zu stören. Der Friedhof soll am siebten Tag nach der Beerdigung, am dreißigsten Tag nach der Beerdigung und ein Jahr nach der Beerdigung besucht werden, außerdem nach Bedarf während der Vorbereitungsarbeiten für den Grabstein. Am Schabbat und jüdischen Feiertagen erfolgt kein Friedhofsbesuch. In diesen Fällen verschiebt sich der Friedhofsbesuch auf den darauffolgenden Tag.
Auch bei späteren Besuchen eines jüdischen Grabs werden keine Blumen gebracht, sondern kleine Steine mit der linken („unreinen“) Hand auf der Grabplatte oder dem Grabstein abgelegt. Dies ist keine religiöse Vorschrift, hat sich jedoch als Brauch (מנהג Minhag) erhalten. Er stammt aus der antiken Bestattungskultur der nahöstlichen Grabhöhlen. Früher hat man eine Grabhöhle mit einem beweglichen, גולל golèl genannten Stein verschlossen. Zur Sicherung dieses Golel-Steines benutzte man kleine Steine, die sogenannten דופק dofèk, die bei jedem Besuch der Grabhöhle neu gelegt wurden, um den Golel zu stabilisieren. Als Dofèk durfte man nichts verwenden, was selbst gelebt hat, also nichts was von einem Tier oder einer Pflanze stammte. Also blieben nur kleine Steine. In biblischen Zeiten wurden Grabsteine nicht verwendet; Gräber waren mit Steinhügeln (einer Art Steinhaufen) markiert (beziehungsweise vor Wildbiß geschützt), so dass man durch Platzieren (oder Ersetzen) die Existenz des Ortes aufrechterhielt. Heutzutage ist es als „Gruß“ und Ehrerbietung an den Toten zu verstehen und zur Erinnerung an die Grabsteinsetzung.

## Progressives Judentum
Im orthodoxen Judentum existiert eine Menge von Ge- und Verboten, die die kleinsten Kleinigkeiten regeln. Viele der Bräuche um Tod und Trauer beruhen jedoch auf alten abergläubischen Vorstellungen (etwa das Verhängen der Spiegel, das Ausgießen von Wasser oder die ununterbrochene Totenwache). Das progressive Judentum (liberales Judentum, Reformjudentum) hält diese Bräuche nicht ein und stellt bei der Behandlung der Fragen um Tod, Trauer und Beerdigung auf den Willen des Verstorbenen und die Möglichkeiten und den Willen der Hinterbliebenen ab. Alles ist erlaubt, was hilft, mit der Trauer fertig zu werden. Gebete werden nicht nur in Hebräisch, sondern auch in der Landessprache gehalten. Da das progressive Judentum die Unterscheidung zwischen „Kohanim“, „Leviim“ und „Am Israel“ aufgehoben hat, ist es erlaubt, dass auch ein Kohen an jeder Beerdigung teilnehmen kann, wenn er es wünscht, und dies nicht auf die nächsten Familienangehörigen beschränkt bleibt. In progressiven Gemeinden kann stets eine Lobesrede über die verstorbene Person gehalten werden, demnach auch an Tagen, an denen in orthodoxen Gemeinden darauf verzichtet wird. Da im progressiven Judentum die Gleichheit der Geschlechter geachtet wird, werden Männer und Frauen nicht voneinander getrennt und es ist nicht ungewöhnlich, wenn eine Frau oder Tochter Kaddisch sagt. Auch ist dafür ein Minjan (in der Definition von „zehn erwachsenen Männern“) wegen der Gleichheit der Geschlechter nicht Voraussetzung. Die Begräbnisfeierlichkeiten können auch von einer רבנית Rabbanit, deutsch ‚Rabbinerin‘ geleitet werden. In progressiven Gemeinden wird selbst die Einäscherung als legitime Alternative betrachtet, die in der Entscheidung jedes Einzelnen liegt. Beim Verlassen des Friedhofs ist es nicht zwingend erforderlich, sich die Hände zu waschen.

## Literatur

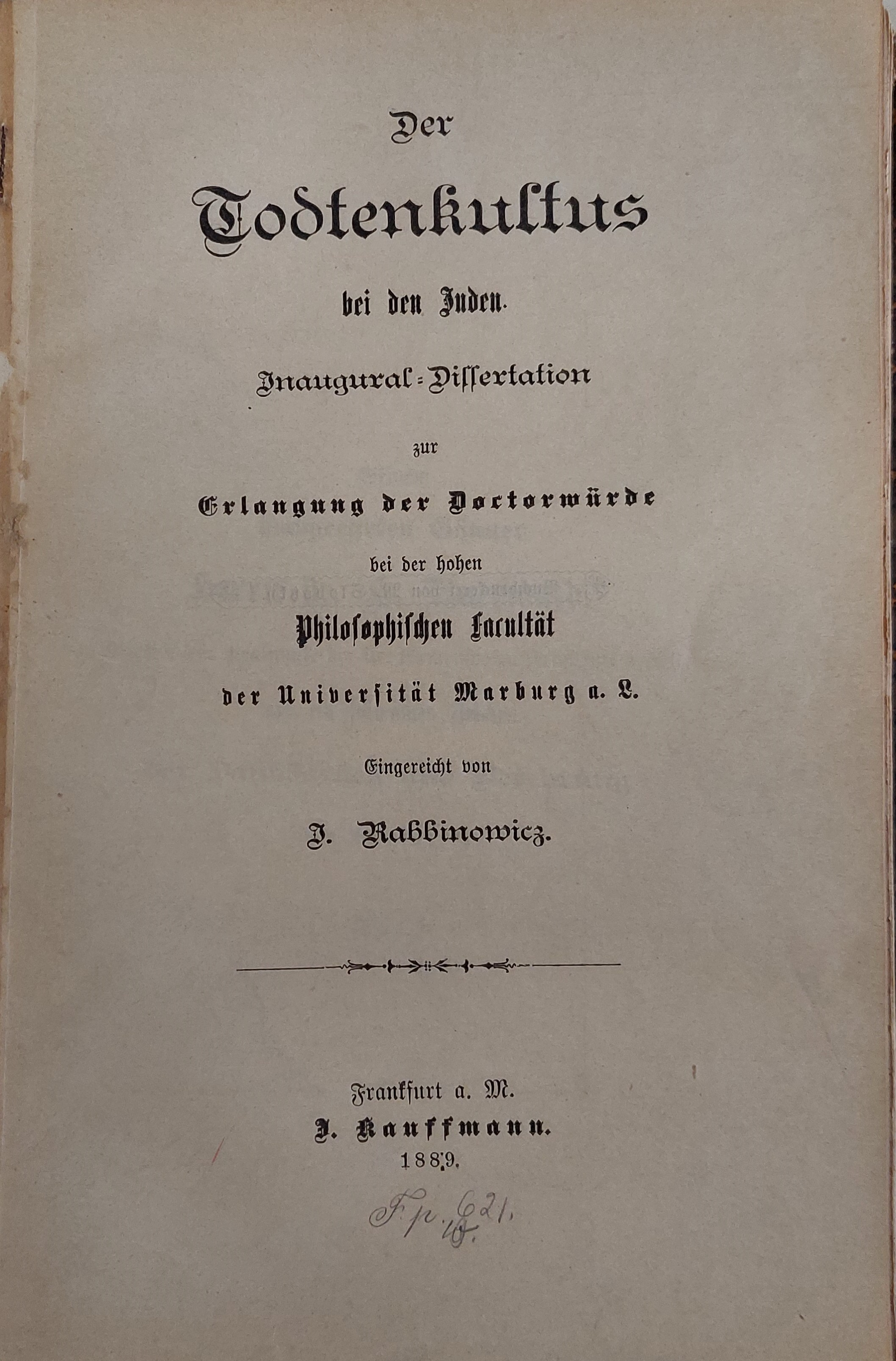
Dissertation Rabbinowicz (1889)

## DVDs
- Der Tango der Rashevskis
- Alles auf Zucker!